# Atchisson Assault Shotgun

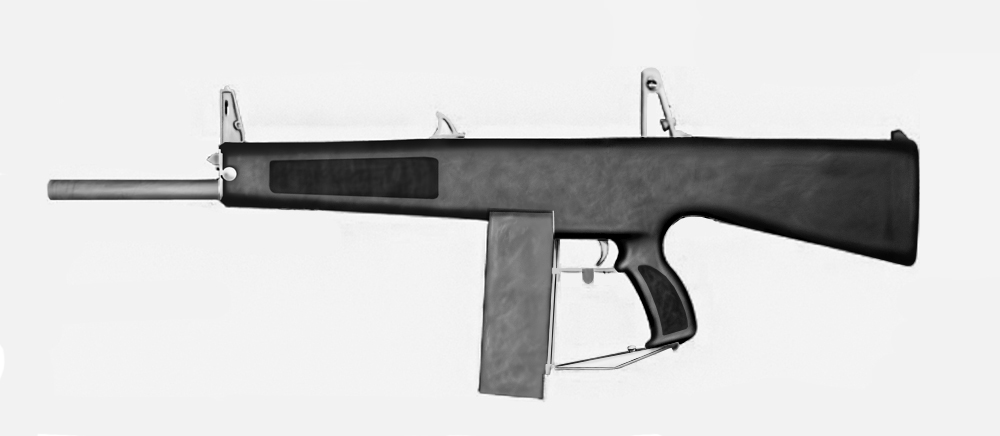
AA-12 Shotgun

De Auto Assault-12 (AA-12), oorspronkelijk Atchisson Assault Shotgun genoemd, is een shotgun welke is ontwikkeld in 1972 door Maxwell Atchisson. De huidige versie stamt uit 2005 en wordt al meer dan 18 jaar ontwikkeld, sinds het patent ervan verkocht is aan Military Police Systems, Inc. Het ontwerp van de AA-12 was de basis van verscheidene andere wapens, zoals de USAS-12 combat shotgun. Het wapen is volautomatisch en bereikt daarbij een vuursnelheid van 300 schoten per minuut.